# Jökuls þáttr Búasonar
Jökuls þáttr Búasonar es una historia corta islandesa (þáttr) que trata sobre la figura de Jókull, uno de los personajes de la saga Kjalnesinga pero los acontecimientos son todavía más improbables que los presentados en la saga. Es un relato donde se ensalza Groenlandia como una tierra de oportunidades, allí Jökull se enfrenta a monstruos y trolls, y llega a ser coronado rey de África.